# Begriffssystem
Ein Begriffssystem oder Wissensorganisationssystem (englisch Knowledge Organisation System (kurz KOS) oder Concept Scheme) ist ein ideelles System aus klar voneinander abgrenzbaren Begriffen (auch Konzepte, Klassen, Objekte, Entitäten, Elemente …) mit zugeordneter Bezeichnung. Oft sind die Begriffe durch Relationen miteinander verbunden und werden zusätzlich durch Definitionen, Regeln und andere Beschreibungen erläutert.

## Beispiele für Begriffssystembildungen
- Der Begriff Familie ist selbst ein Begriffssystem, das aus den Relationen der Verwandtschaftsbeziehungen besteht.
- Alle Axiomensysteme der Mathematik sind Begriffssysteme, deren Begriffe mit Ausnahme der axiomatischen Begriffe selbst durch Definitionen miteinander verbunden sind. z. B. die geometrischen Begriffe der euklidischen Geometrie wie Winkel, Dreieck, Quadrat, Rechteck, Trapez usw. Die undefinierten Grundbegriffe eines Axiomensystems bilden zusammen mit den Axiomen stets ein ganzheitliches Begriffssystem aus.
- Die Begriffe Haut, Kopf, Gehirn, Leber, Magen, Niere, Blut usw. sind genetisch miteinander verbunden, weil sie auf Objekte anwendbar sind, die als Organe eines Organismus aus einer befruchteten Eizelle hervorgegangen sind.
- Die Begriffe der biologischen Evolution zum Beschreiben der Arten, die evolutionär auseinander hervorgegangen sind, bilden ein Begriffssystem, deren Begriffe durch die gemeinsame Abstammung der mit den Begriffen bestimmten Arten miteinander verbunden sind.

## Die Klassifikation von Begriffssystemen aufgrund ihrer Struktur

### Hierarchische Begriffssysteme
Zirkelfreie definitorische Begriffssysteme heißen hierarchische Begriffssysteme. Ihre semantische Abhängigkeitsstruktur der Begriffe untereinander zeigt die einer einseitigen Abhängigkeit von Begriffshierarchien, weil das Definiendum (der Begriff, der definiert werden soll) vom Definiens (dem Begriff, der dem Definiendum übergeordnet ist) abhängt und nicht umgekehrt. In hierarchischen Begriffssystemen gibt es stets undefinierte Grundbegriffe, so wie dies bei allen Axiomensystemen der Fall ist. Die aus den Axiomen abgeleiteten Begriffe bilden hierarchische Begriffssysteme aus. Aber auch alle Begriffssysteme, mit denen eindeutige Abstammungsverhältnisse beschrieben werden, besitzen die Struktur hierarchischer Begriffssysteme. Dies gilt auch für die Erkenntnisse, die im Zeitverlauf im Rahmen von sogenannten Normalwissenschaften gewonnen werden.
Eine Ausprägung von hierarchischen Begriffssystemen sind Funktionshierarchien. Sie finden beispielsweise Anwendung im Systemsengineering bei der Erstellung von funktionalen Gefährdungsanalysen.

### Ganzheitliche Begriffssysteme
Begriffssysteme, deren Begriffe untereinander in einer gegenseitigen Bedeutungsabhängigkeit stehen, heißen ganzheitliche Begriffssysteme. Versucht man, eine definitorische Beziehung zwischen den Begriffen ganzheitlicher Begriffssysteme aufzustellen, so endet dies stets in Zirkeldefinitionen.
Dass in den mathematischen Axiomensystemen derartige definitorische Zirkel auftreten, wenn man versucht, die undefinierten axiomatischen Grundbegriffe nach den Lösungsverfahren von Gleichungssystemen zu bestimmen, hat zuerst Gottlob Frege herausgefunden. Demnach bilden die undefinierten axiomatischen Grundbegriffe eines Axiomensystems ganzheitliche Begriffssysteme aus.

#### Begriffspaare
Die einfachsten ganzheitlichen Begriffssysteme sind Begriffspaare (wahr – falsch, groß – klein, digital – analog, links – rechts, männlich – weiblich, Form – Inhalt, Allgemeines – Einzelnes, hierarchisch – ganzheitlich usw.), bei denen zwei Begriffe durch eine Bedeutungsbeziehung wie etwa in einer Antonymbeziehung oder auch in einer Komplementsbeziehungen in gegenseitiger semantischer oder existentieller Abhängigkeit miteinander verbunden sind.

#### Begriffstripel
Begriffstripel sind ganzheitliche Begriffssysteme mit drei Begriffen, wie zum Beispiel vergangen – gegenwärtig – zukünftig, plus – neutral – minus, Äußeres – Grenze – Inneres, Ursache – Wirkung – verbindende Regel (Gesetz), Mögliches –  Wirkliches – Verwirklichendes. Auch die Axiomensysteme mit drei undefinierten Grundbegriffen bilden ein Begriffstripel aus.

#### Begriffs-n-tupel
Alle ganzheitlichen Begriffssysteme, die weder Paare noch Tripel sind, werden zusammenfassend als Begriffs-n-tupel bezeichnet, wobei n für die Anzahl der Begriffe steht, aus denen sich das ganzheitliche Begriffssystem zusammensetzt. So sind etwa die ganzheitlichen Begriffssysteme, die aus den Begriffen bestehen, durch die die Organe eines Organismus oder die Teile eines Regelsystems gegeben sind, Begriffs-n-tupel, wobei es bei den Organismen kaum möglich ist, die Anzahl n exakt zu bestimmen.

## Vielfalt und Verwendung von Begriffssystemen
Die Vielfalt verschiedener Begriffssysteme reicht von einfachen Nachschlagewerken, Lexika und Glossaren über Terminologien, Klassifikationen und Thesauren bis hin zu formalen Schemata, die von einfachen Attributlisten bis zu komplexen Ontologien reichen können.
In der Praxis werden Begriffssysteme oft zur Wissensorganisation und Wissensrepräsentation eingesetzt. Mit wachsendem Einsatz verschiedener Begriffssysteme spielt die Kompatibilität zwischen ihnen eine entscheidende Rolle. Begriffe aus verschiedenen Systemen können aufeinander abgebildet und verbunden werden (→ semantisches Web).

## Arten von Begriffssystemen in der Praxis
Wissenschaftliche Begriffssysteme(beispielsweise in der Philosophie, Mathematik oder Rechtswissenschaft) existieren oft nur in den Köpfen oder Werken von Personen. Wichtig dabei ist, dass sich die Vorstellungswelt in einzelne Begriffe fassen lässt, die sich klar unterscheiden und definieren lassen. Solange nur recht vage Vorstellungen von einem Gebiet existieren, kann man nicht von einem Begriffssystem sprechen. Werden diese Begriffssysteme versprachlicht, bilden sie eine Terminologie.
Nachschlagewerkeenthalten Definitionen, Erklärungen und längere Texte zu einzelnen Begriffen. Manchmal sind die Begriffe zusätzlich systematisch geordnet und enthalten Querverweise untereinander. Zu unterscheiden sind Wörterbücher, die lexikalische Einheiten enthalten und Enzyklopädische Nachschlagewerke, die einzelne Objekte und Themen verzeichnen.
Glossaresind Wortlisten mit kurzen Definitionen. Auch Verweise zwischen verwandten Begriffen sind möglich. Meist treten Glossare als Bestandteile eines Fachtextes auf.
Terminologienumfassen vollständige, normierte Fachsprachen. Sie spielen unter anderem bei der (auch teilautomatischen) Übersetzung eine Rolle. Nicht alle Terminologien sind explizit irgendwo festgehalten. Manchmal werden die Bezeichnungen einer Terminologie nach gewissen Regeln geformt, beispielsweise bei der Benennung chemischer Verbindungen.
Metadaten und Verzeichnisseenthalten Informationen über andere Informationen in geordneter Form und dienen der Erschließung von Dokumenten beispielsweise in Bibliotheken und Content-Management-Systemen.
Registersind geordnete Listen von Stichworten mit Verweisen auf Textstellen (Register in einem Buch) oder kurzen Informationen zu den einzelnen Einträgen (Beispiel Telefonbuch).
Klassifikationen, Systematiken und Taxonomiensind planmäßige Darstellungen von Klassen, Kategorien oder anderen Konzepten, die nach bestimmten Kriterien hierarchisch geordnet sind. Sie werden meist zur Einteilung eines größeren Gebietes in thematisch verwandte Bereiche verwendet.
Thesaurisind in der Dokumentation eingesetzte kontrollierte Vokabulare, deren Begriffe durch einen Satz festgelegter Relationen (Äquivalenz, Hierarchie und Assoziation) miteinander verbunden sind.
Mind Maps, Konzeptuelle Karten und Semantische Netzesind graphische Darstellungen der netzwerkartigen Beziehungen in einem Begriffssystem. In der Informatik werden darunter auch andere Begriffssysteme wie Klassifikationen, Thesauren und Ontologien verstanden.
Ontologien, Datenbankschemata und formallogische Beschreibungenbilden die höchste Formalisierungsstufe eines Begriffssystems. Mit ihnen sind die einzelnen Begriffe und Relationen streng mathematisch definiert, so dass über bestehende Strukturen automatische Schlussfolgerungsverfahren angewandt werden können.